# Frank Lascelles (1841-1920)
Frank Cavendish Lascelles (23 mars 1841 – 2 janvier 1920) est un diplomate britannique. Il sert comme ambassadeur en Russie et en Allemagne.

## Famille
Lascelles est né à Londres, le cinquième fils de William Lascelles, lui-même le troisième fils de Henry Lascelles (2e comte de Harewood). Sa mère est Caroline Georgiana Howard, fille de George Howard (6e comte de Carlisle). Il fait ses études à Harrow et rejoint le Service Diplomatique en 1861.

## Carrière diplomatique
Lascelles sert dans la catégorie junior des postes dans les ambassades britanniques à Madrid, Paris, Rome, Washington DC, et à Athènes, et est consul général en Égypte du 20 mars au 10 octobre 1879, pendant les dernières années du règne du Khédive Ismaïl Pacha. En 1879 Lascelles devient consul général en Bulgarie, qui est une principauté autonome depuis le Traité de Berlin de 1878. Il reste en Bulgarie jusqu'en 1887, et est ensuite ministre (équivalent à l'ambassadeur) en Roumanie, de 1887 à 1891 et en Iran de 1891 à 1894, où sa nièce Gertrude Bell lui rend visite. Il sert brièvement comme ambassadeur en Russie, entre 1894 et 1895, mais la dernière année, il est nommé pour succéder à Sir Edward Malet comme ambassadeur en Allemagne.
Son séjour à Berlin voit les relations se dégrader entre l'Allemagne et le Royaume-Uni, et Lascelles doit notamment composer avec les effets du télégramme Kruger quelques jours seulement après son arrivée. Sa relation avec l'Empereur Guillaume II a toujours été cordiale, mais il est connu pour s'indigner de la politique du chancelier Bernhard von Bülow. Il démissionne de son poste d'ambassadeur en 1908, mais continue à exercer une influence sur les relations Anglo-allemandes jusqu'à la Première Guerre Mondiale.
Lascelles est fait chevalier de l'Ordre de Saint-Michel et Saint-Georges (KCMG) en 1886, puis GCMG , en 1892, chevalier de l'Ordre du Bain en 1897 et de l'Ordre royal de Victoria en 1904. Il est admis au Conseil Privé en 1892.

## Mariage et descendance
Lascelles épouse Marie Emma Olliffe (1845-1897), fille de Joseph-Francis Olliffe, en 1869. Ils ont trois enfants:
- William Frank Lascelles (21 mars 1863 – 8 mars 1913), épouse Sybil Beauclerk (1871-1910), fille de William Beauclerk (10e duc de Saint-Albans).
- Gerald Claud Lascelles (19 juillet 1869 – 26 juin 1919), marié à Cecil Raffo.
- Florence Caroline Lascelles (27 janvier 1876 – 9 décembre 1961), épouse de Cecil Spring Rice.

Lascelles survit par sa femme plus de vingt ans et est mort en janvier 1920, âgé de 78 ans. Il est enterré dans le Cimetière de Brompton, à Londres.